# Ängstuss
Ängstuss (Tortula modica) är en bladmossart som beskrevs av Richard Henry Zander 1993. Ängstuss ingår i släktet tussmossor, och familjen Pottiaceae. Enligt den finländska rödlistan är arten nära hotad i Finland. Arten är reproducerande i Sverige. Artens livsmiljö är torra gräsmarker. Inga underarter finns listade i Catalogue of Life.